# ベアトリス・ティンズリー賞
ベアトリス・ティンズリー賞（Beatrice M. Tinsley Prize）は、アメリカ天文学会が天文学・天体物理学の分野の優れた研究に対して、原則2年毎に贈る賞である。女性天文学者ベアトリス・ティンズリーを称えて設けられた。

## 受賞者一覧
- 1986年： ジョスリン・ベル・バーネル
- 1988年： ハロルド・ユーイン、エドワード・M・パーセル
- 1990年： アントワーヌ・ラベリー
- 1992年： ロバート・H・ディッケ
- 1994年： レイモンド・デイビス
- 1996年： アレクサンデル・ヴォルシュチャン
- 1998年： ロバート・E・ウィリアムス
- 2000年： チャールズ・R・オールコック
- 2002年： ジェフリー・マーシー、ポール・バトラー、スティーブン・ボーグト
- 2004年： ロナルド・J・レイノルズ
- 2006年： ジョン・E・カールストロム
- 2008年： マーク・リード
- 2010年： ドレーク・デミング
- 2012年： Ronald L. Gilliland
- 2014年： クリス・リントット（英語版）
- 2016年： Andrew Gould
- 2018年： Julianne Dalcanton
- 2020年： Krzysztof Stanek、Christopher Kochanek
- 2021年： Bill Paxton
- 2024年： Dennis Zaritsky